# كلاتة رضا (إسفراين)
كلاتة رضا (بالفارسية: کلاته رضا) هي قرية تقع في قسم زرق‌آباد الريفي (مقاطعة إسفراين) في إيران. يقدر عدد سكانها بـ 147 نسمة .